# Omloop van het Waasland 1997
De 33e editie van de Belgische wielerwedstrijd Omloop van het Waasland vond plaats op 16 maart 1997. De start en finish vonden plaats in Kemzeke. De winnaar was Wim Omloop, gevolgd door John Talen en Peter Spaenhoven.

## Uitslag
| Omloop van het Waasland 1997 |                  |                             |          |
| Plaats                       | Naam             | Ploeg                       | Tijd     |
| Winnaar                      | Wim Omloop       | Palmans-Lystex              | 4u11'00" |
| 2                            | John Talen       | Foreldorado-Golff           | + 3"     |
| 3                            | Peter Spaenhoven | Palmans-Lystex              | + 8"     |
| 4                            | Ludo Dierckxsens | Tönisteiner-Saxon           | z.t.     |
| 5                            | Hendrik Redant   | TVM-Farm Frites             | z.t.     |
| 6                            | Aart Vierhouten  | Rabobank                    | z.t.     |
| 7                            | Hans De Clercq   | Palmans-Lystex              | z.t.     |
| 8                            | Servais Knaven   | TVM-Farm Frites             | z.t.     |
| 9                            | Geert Van Bondt  | Vlaanderen 2002-Eddy Merckx | 42"      |
| 10                           | Max Van Heeswijk | Rabobank                    | 1'26"    |

1965 · 1966 · 1967 · 1968 · 1969 · 1970 · 1971 · 1972 · 1973 · 1974 · 1975 · 1976 · 1977 · 1978 · 1979 · 1980 · 1981 · 1982 · 1983 · 1984 · 1985 · 1986 · 1987 · 1988 · 1989 · 1990 · 1991 · 1992 · 1993 · 1994 · 1995 · 1996 · 1997 · 1998 · 1999 · 2000 · 2001 · 2002 · 2003 · 2004 · 2005 · 2006 · 2007 · 2008 · 2009 · 2010 · 2011 · 2012 · 2013 · 2014 · 2015 · 2016 · 2017 · 2018 · 2019 · 2020 · 2021 · 2022 · 2023 · 2024